# Hugo Barrette
Hugo Barrette (nascido em 4 de julho de 1991, em Ilhas da Madalena) é um ciclista canadense. Competiu nos Jogos Pan-Americanos de 2015.